# Erik Mathias von Nolcken
Erik Mathias von Nolcken (ur. 24 maja 1694 w Rydze, zm. 18 października 1755 w Sztokholmie) – szwedzki dyplomata.

## Życiorys
W roku 1743 wraz z innym dyplomatą Hermanem Cedercreutzem został on wysłany do Rosji w celu poprowadzenia rozmów pokojowych. Dzięki staraniom Noclena i Cerdercreutza Szwecja nie utraciła na podstawie pokoju z Åbo prowincji Nyland, mimo iż wojna została przegrana z kretesem.
Szwedzki kanclerz nadworny (Hovkansler) w latach 1747-1750. 
Jego synami byli szwedzcy dyplomaci Gustaf Adam von Nolcken (1733-1813) i Johan Fredrik von Nolcken (1737-1809). 